# Рейнке, Фридрих
Фридрих Рейнке (нем. Friedrich Berthold Reinke; 1862—1919) — немецкий учёный, патологоанатом.
В его честь были названы кристаллы Рейнке, пространство Рейнке и отёк Рейнке.

## Биография
Родился 11 апреля 1862 года в Цитене — был девятым из десяти детей лютеранского пастора Теодора (Фридрих Юлиус) Рейнке (1817—1887) и его жены Элизабет, урожденной Кампфер (1821—1880). Его брат  ботаник Иоганн Рейнке.
Детство прошло в основном в Альт-Кебелихе (округ в коммуне Линдеталь в Мекленбург-Стрелице), где его отец был пастором с 1864 года. До четырнадцати лет он обучаслся дома, в основном у отца и тёти. Затем учился в гимназии в Нойштрелице и, с 1882 год, в Ростоке, где в 1883 году окончил гуманитарную гимназию. Начал учиться в Гёттингенском университете, затем перешёл в Кильский университет, которое и окончил 13 августа 1890 года, получив права на медицинскую практику.
Получил докторскую степень 28 марта 1891 года за диссертацию «Untersuchungen über das Verhältnis der von Arnold beschriebenen Kernformen zur Mitose und Amitose» и шесть месяцев стажировался в Институте патологии Цюрихского университета под руководством Эдвина Клебса.
С 1891 по 1892 год работал судовым врачом на пассажирском судне компании HAPAG «Виланд».
В 1893 году профессор анатомии Альберт фон Брунн (1849—1895) пригласил его в анатомическом институт Ростокского университета. Здесь же он написал свою докторскую диссертацию «Zellstudien» по исследованию клеточной структуры зародышевого слоя кожи человека. В 1893—1900 годах он был внештатным лектором, а с 9 октября 1900 года по 1908 год — адъюнкт-профессором медицины и анатомии Ростокского университета. В этот период, с 1896 года профессором анатомии и директором анатомического института был Дитрих Барфурт, отношения с которым у Райнке были весьма напряженными. В 1908 году Рейнке переехал в Висбаден, где он работал прозектором в Патологическом институте городской больницы и продолжал свои исследования.
Умер 12 мая 1919 года, в благотворительной больнице Паулинен в Висбадене от рака желудка.
Две анатомические структуры были названы в честь Фридриха Рейнке — это «кристаллы Рейнке» яичка и «пространство Рейнке» в области голосовых связок. В 1895 году он подробно описал гистологическое строение образца яичка 25-летнего казненного мужчины. Они были названы «кристаллами Рейнке» и представляют собой внутриклеточные палочковидные или клиновидные кристаллические агрегаты глобулярных белков, которые встречаются в цитоплазме клеток Лейдига в семенниках человека.